# Eurodryas eothena
Eurodryas eothena är en fjärilsart som beskrevs av Johannes Karl Max Röber 1926. Eurodryas eothena ingår i släktet Eurodryas och familjen praktfjärilar. Inga underarter finns listade i Catalogue of Life.